# Stobaea
Stobaea là một chi thực vật có hoa trong họ Cúc (Asteraceae).

## Loài
Chi Stobaea gồm các loài: